# Agustín Navarro
Agustín Navarro Cano (Cartagena; 1926 - Madrid, 14 de julio de 2001) fue un director de cine español.

## Biografía
Se licenció en Filosofía y Letras, su trayectoria cinematográfica se remonta a principios de la década de 1950. En 1954 trabajó a las órdenes de Luis García Berlanga, como ayudante de dirección en la película Novio a la vista. Cinco años después haría lo propio con Marco Ferreri y El pisito.
Como director, debutó en 1955 con el corto Pequeño continente, a los que seguirían los documentales Lanzarote y Cumbres de Gran Canaria.
Su primera película como director fue Quince bajo la lona. Este debut, protagonizado por Alfredo Mayo, Antonio Ozores y Carlos Larrañaga, fue uno de los mayores éxitos comerciales de la gran pantalla de la época. Otros títulos importantes en su trayectoria fueron Cuidado con las personas formales (1961), Proceso a la ley (1964), Enseñar a un sinvergüenza (1970) y La casa de los Martínez (1971).
También trabajó en televisión, produciendo diversos espacios dramáticos para TVE.
Finalmente, cabe reseñar que, de modo esporádico y en papeles poco relevantes, trabajó como actor en algunas películas durante la Transición, entre las cuales destacan Arriba Hazaña (José María Gutiérrez, 1978) y Operación Ogro (Gillo Pontecorvo, 1979).
Casado con la actriz Carmen de la Maza hasta su fallecimiento, tuvieron dos hijos y una hija.